# Ле-Пюш
Ле-Пюш (фр. Le Puch) — коммуна во Франции, находится в регионе Юг — Пиренеи. Департамент коммуны — Арьеж. Входит в состав кантона Керигю. Округ коммуны — Фуа.
Код INSEE коммуны — 09237.

## Население
Население коммуны на 2008 год составляло 30 человек.
| 1962 | 1968 | 1975 | 1982 | 1990 | 1999 | 2008 |
| ---- | ---- | ---- | ---- | ---- | ---- | ---- |
| 19   | 37   | 31   | 23   | 23   | 20   | 30   |

## Экономика
В 2007 году среди 16 человек в трудоспособном возрасте (15—64 лет) 3 были экономически активными, 13 — неактивными (показатель активности — 18,8 %, в 1999 году было 63,6 %). Из 3 активных работали 3 человека (1 мужчина и 2 женщины), безработных не было. Среди 13 неактивных 11 человек были пенсионерами, 2 были неактивными по другим причинам.